# Province d'Azerbaïdjan oriental
Pour les articles homonymes, voir Azerbaïdjan (homonymie).
L'Azerbaïdjan oriental ou Azerbaïdjan de l'Est (Şərqi Azərbaycan Ostanı en azéri, آذربایجان شرقی, Āzarbāyjān-e Šarqi en persan) est une province d'Iran faisant partie de l'Azerbaïdjan iranien. Il est situé au nord-ouest du pays, à la frontière de l'Arménie et de la république d'Azerbaïdjan. Sa capitale est Tabriz.

## Géographie
L'Azerbaïdjan-Oriental couvre une superficie de 45 651 km2. Son territoire s'étend de la vallée de l'Araxe, au nord, jusqu'au confins septentrionaux du Zagros, au sud. Il a des frontières communes avec la République d'Azerbaïdjan, l'Arménie et le Nakhitchevan au nord. Il est borné par les provinces d'Ardabil à l'est, de Zanjan au sud-est et d'Azerbaïdjan-Occidental au sud et à l'est. Un réseau développé de routes et de chemin de fer relie l'Azerbaïdjan de l'est aux autres parties de l'Iran et aux pays voisins.

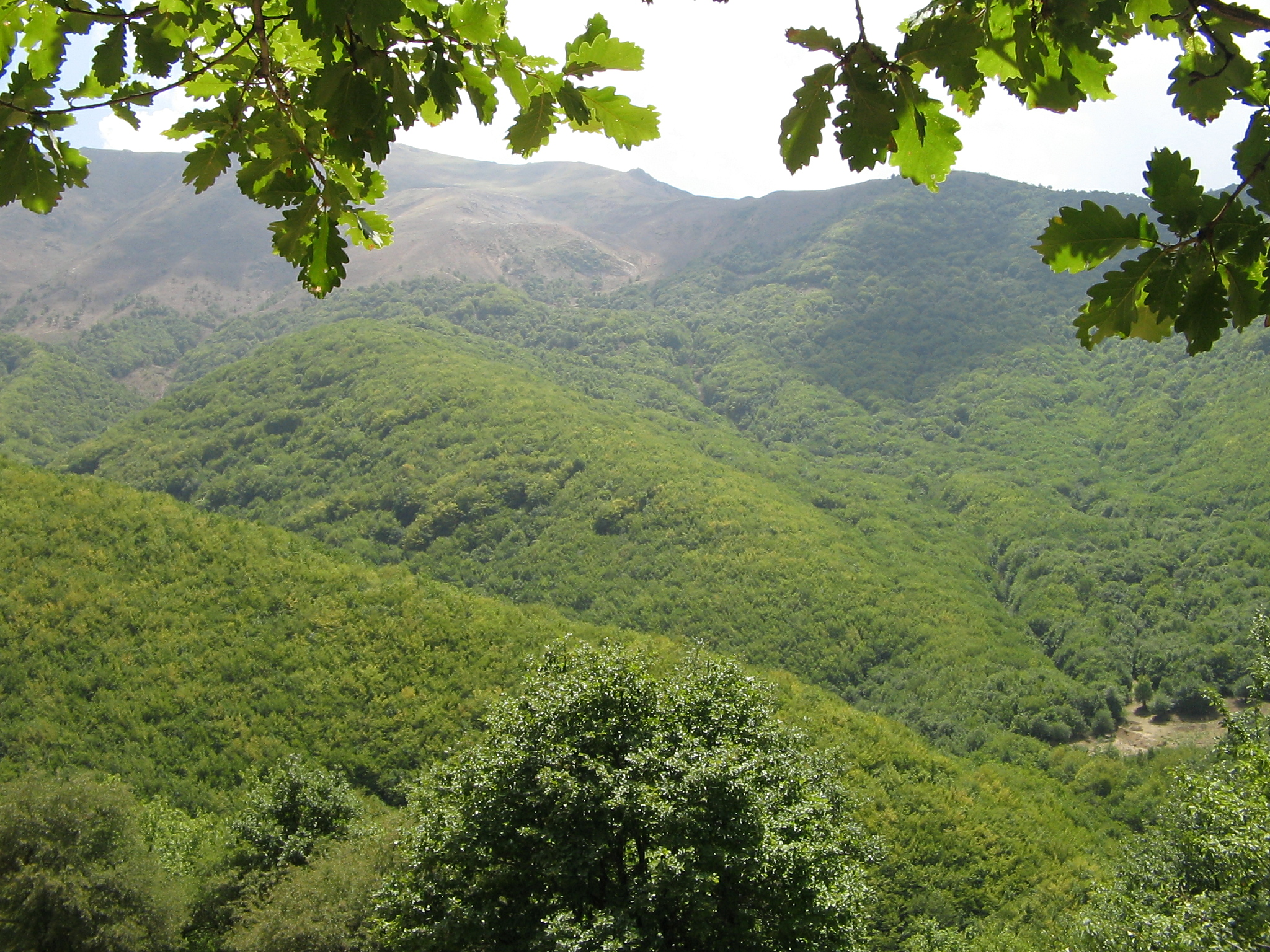
Arasbaran
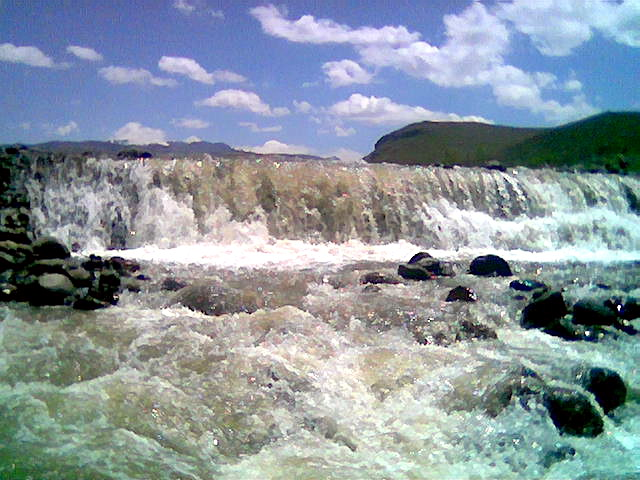
Rivière Azar
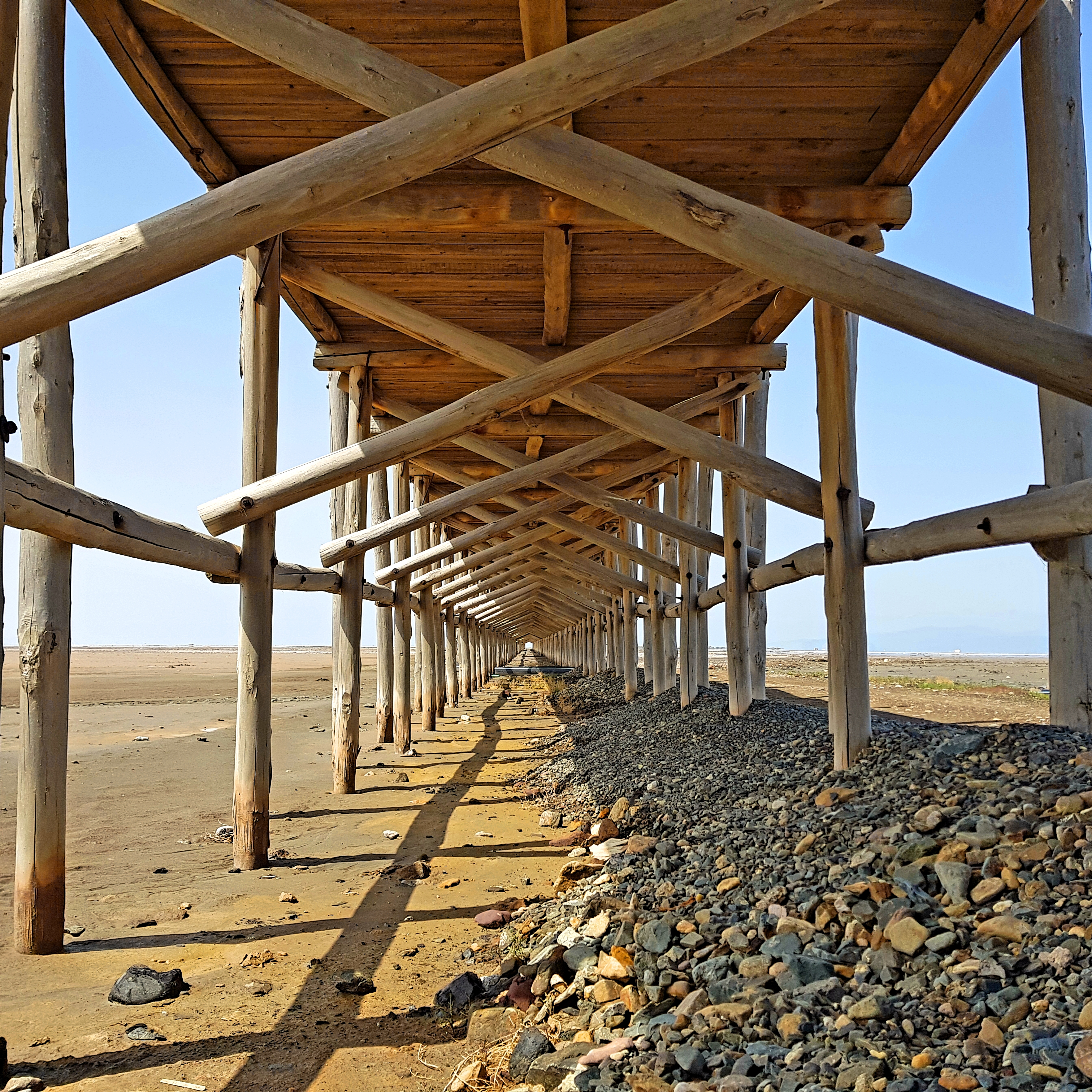
Vers شرفخانه (fa) auprès de Tabriz, dans l'Azerbaïdjan oriental. Mai 2018.

Le relief est fortement montagneux, comptant sept chaînes de montagnes : les monts Qara Daq au nord, le Ghousheh Dagh au centre-nord, les volcans de Savalan constituant la frontière avec la province d'Ardabil, la chaîne de Mishou et Mourou à l'ouest, le Bozghoush entre Mianeh et Sarâb, la chaîne de volcans de Sahand au sud de Tabriz, et le massif de Takht-e Soleyman au sud. Le plus haut sommet est le mont Sahand culminant à 3 722 m et situé au sud de Tabriz. La vallée de Tchaldoran au nord-est et la plaine de Moghân au nord-est sont les principaux espaces habitables auxquels s'ajoutent les plaines de Tabriz, de Marand et de Maragha.
Le climat est frais et sec, étant en majorité une région montagneuse. Mais les douces brises venant de la mer Caspienne ont une influence notable sur le climat dans les régions les plus basses. Les saisons idéales pour visiter cette province sont le printemps et l'été. L'amplitude thermique annuelle au sud est grande, avec des températures pouvant aller jusqu'à 50 C l'été et sous zéro l'hiver.

### Subdivisions administratives

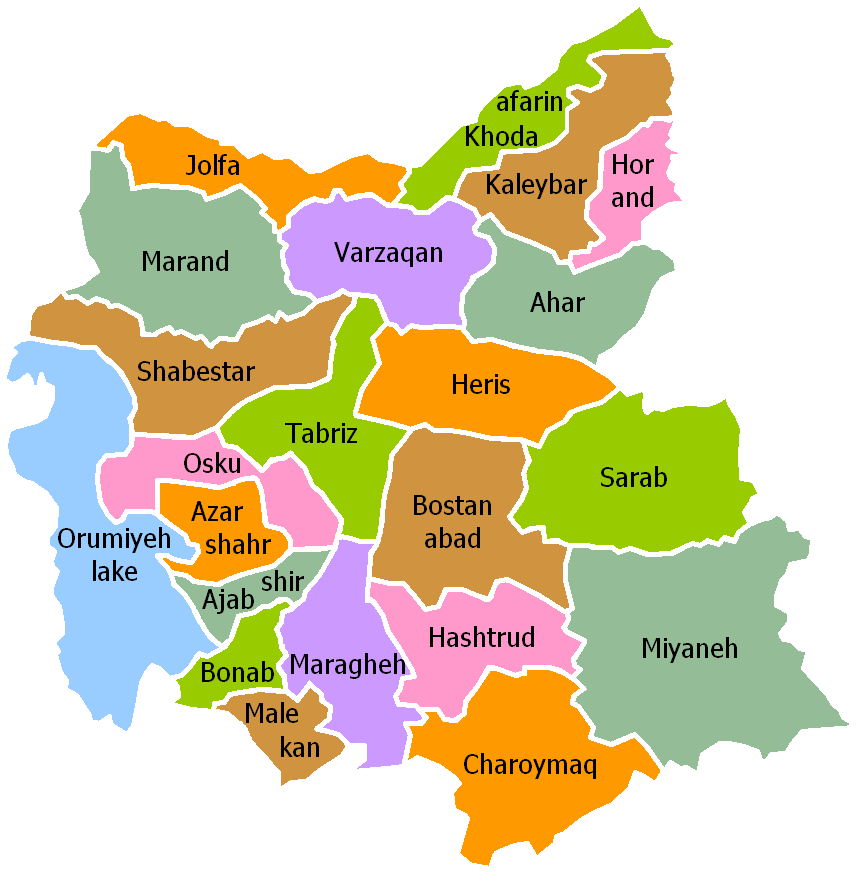
Préfectures de la province d'Azerbaïdjan oriental.

Depuis la dernière subdivision du pays en 1996, les préfectures de la province d'Azerbaïdjan oriental sont : Ahar, Bonab, Bostanabad, Haris, Hashtrood, Jolfa, Kalibar, Marand, Maraqeh, Malekan, Mianeh, Shabestar, Sarab et Tabriz. L'antique Tabriz est la ville la plus importante de la province, du point de vue culturel, politique, économique et du commerce.

### Environnement
L'UNESCO a reconnu deux réserves de la biosphère dans la province d'Azerbaïdjan oriental : le lac d'Ourmia et l'Arasbaran. La superficie du lac d'Ourmia régresse depuis la construction dans les années 1980 de quelque 70 barrages sur les rivières tributaires du lac afin de dainer les terres agricoles. Son taux de salinitié augmente, la végétation et l'agriculture riveraines déclinent alors que le plancton se raréfie.

## Histoire

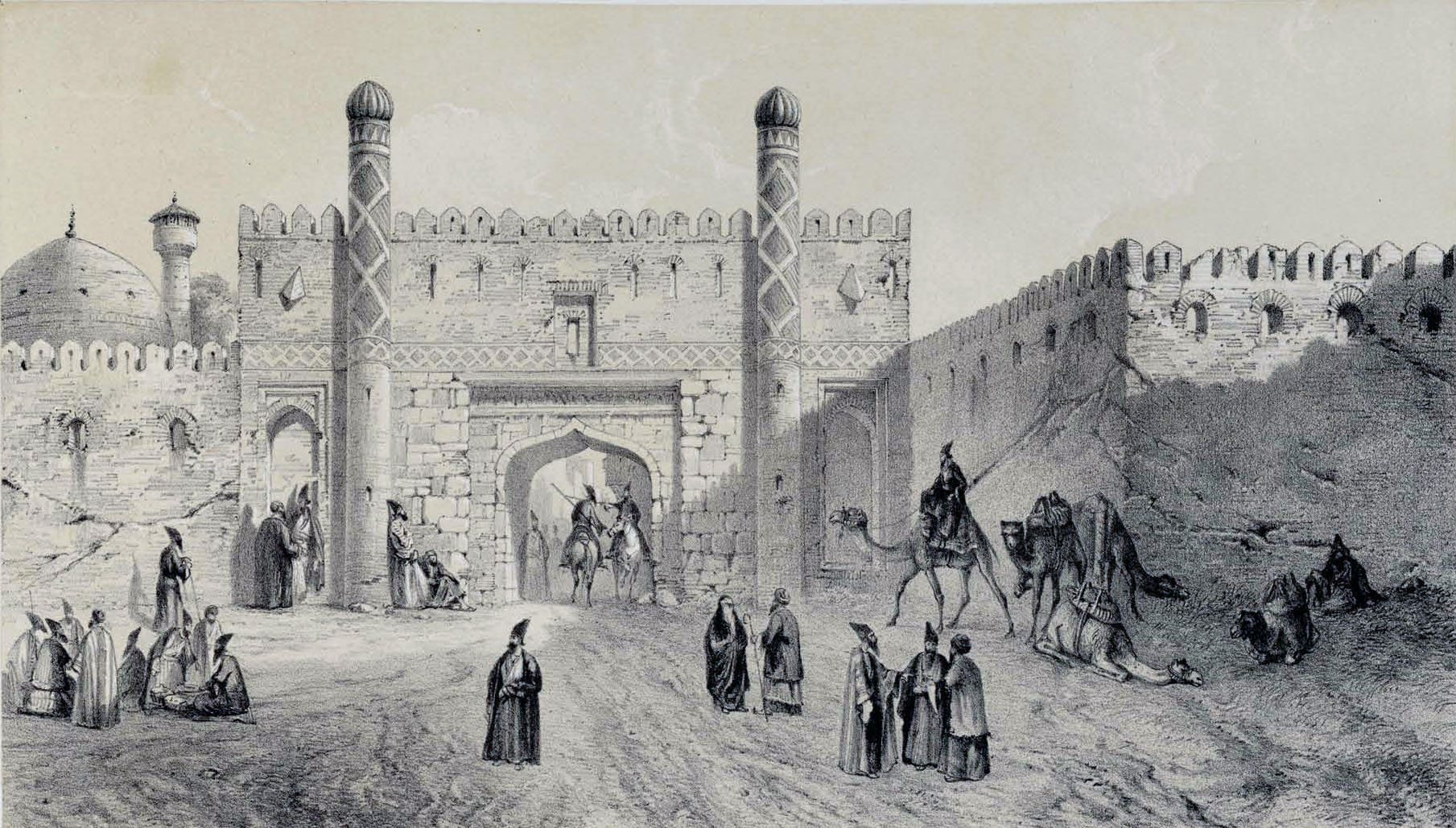
Porte de Tabriz vers 1840

L'Azerbaïdjan-Oriental est un des territoires les plus anciens en Iran. Il est le berceau du christianisme en Perse. Le nom d'« Azerbaïdjan » dérive du nom du satrape achéménide de la Médie, Atropatès, qui conserva le pouvoir même après la conquête de la région par Alexandre le Grand, et qui le transmit à ses successeurs, qui en firent un État indépendant, jusqu'au IIe siècle av. J.-C. Les géographes grecs appelèrent la région Atropatène ou Médie Atropatios (Strabon), Tropatène (Ptolémée). Les Arméniens lui donnèrent le nom d'Āturpātakān, puis les Perses d'Āḏarbāyjān et Āḏarbāygān. Au Moyen Âge, les géographes arabes forgèrent des étymologies fantaisistes, comme celle qui faisait dériver « Azerbaïdjan » d’āḏar, (le « feu ») et bāykān (le « guardian »).Il contient Anshan, la capitale des Elamites, et le noyau de l'empire perse. Durant le règne d'Alexandre le Grand en Iran (331 av. J.-C.), un guerrier nommé Attorpat a mené une révolte dans cette région, qui est ensuite devenue un territoire mède et qui a par la suite été renommé Attorpatkan. Depuis lors, cette région a été connue sous les noms de Azarabadegan, Azarbadgan et Azerbaïdjan.
Certains chercheurs proclament que la naissance de Zoroastre aurait eu lieu dans cette région, au voisinage du lac d'Orumieh (Chichesht), dans la ville de Konzak. Cette province a été sujette a de nombreux bouleversements, attirant les intérêts des étrangers. Les Russes en particulier ont essayé d'exercer une influence durable sur cette région au cours des 300 années passées, occupant la région en de nombreuses occasions. Le mouvement constitutionnaliste iranien a commencé à Tabriz et dans les environs à la fin du XIXe siècle.
Dans la première moitié du XXe siècle, le territoire occupé actuellement par l'Azerbaïdjan-Oriental fait partie de la province iranienne d'Azerbaïdjan. En décembre 1945, le Gouvernement populaire d'Azerbaïdjan est proclamé avec comme capitale Tabriz, pour une courte période.
En 1950, lors d'une réorganisation des divisions territoriales, la province est scindée en deux pour former les provinces de l'Azerbaïdjan occidental et de l'Azerbaïdjan oriental.

## Démographie
Selon le recensement de 2011, l'Azerbaïdjan-occidental compte 3 724 720 habitants pour une densité brute de 81,6 habitants/km2.
Évolution de la population totale, 1956-2011 (milliers)

À Qarajadag (Arasbaran), c'est-à-dire la région située entre la rivière Aras et la chaîne de montagnes Sabalan, il existe six tribus chiites musulmanes turcophones d'origine kurde : Chalabianlu, Muhammadkhanlu, Hajialilu, Hassenbeiglu, Husseinkhanlu et Qarachorlu.

## Culture

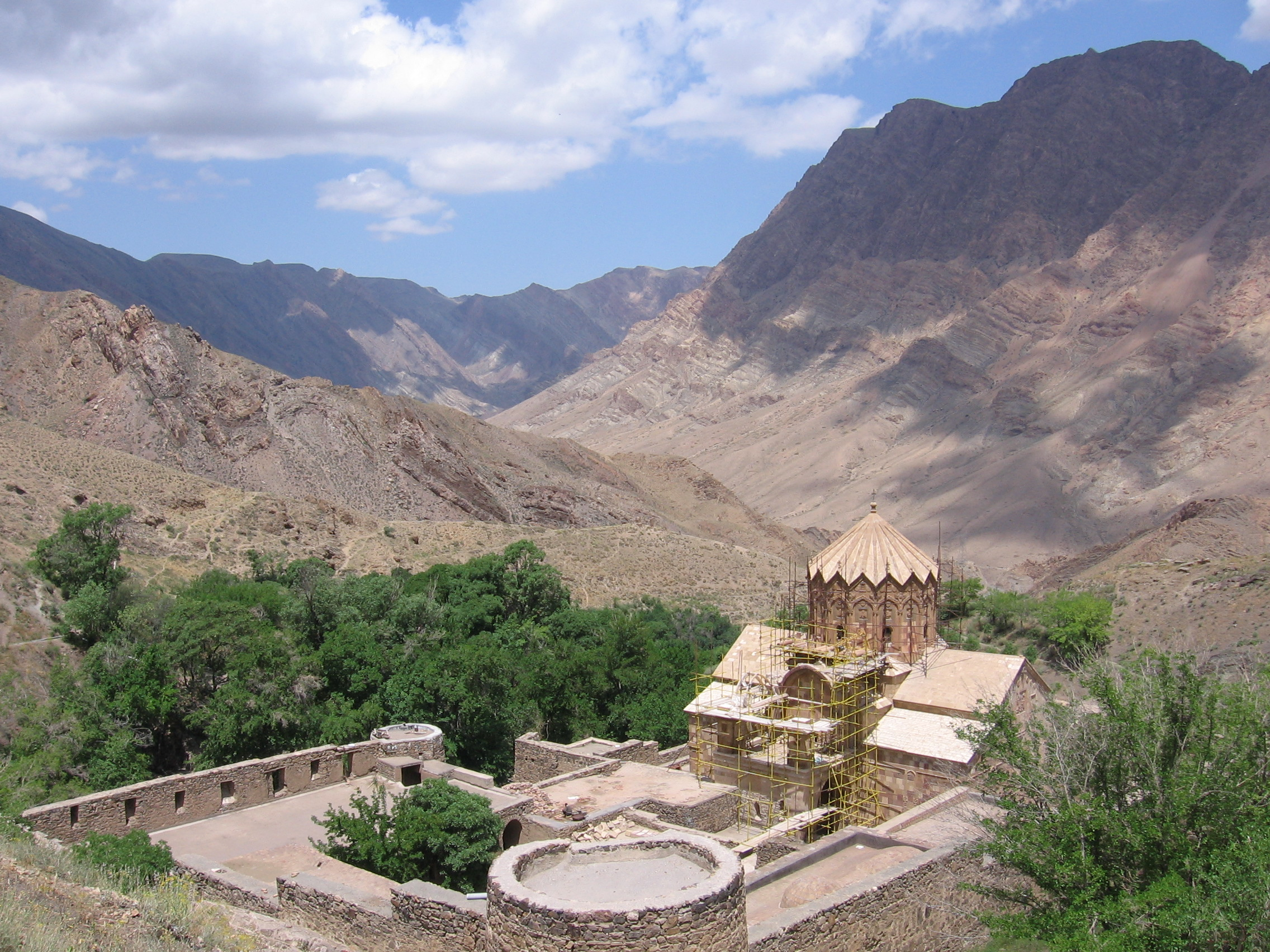
Monastère Saint Stepanos à Jolfa

Les particularités de la région d'un point de vue culturel sont sans conteste sa langue et son folklore.

### Patrimoine

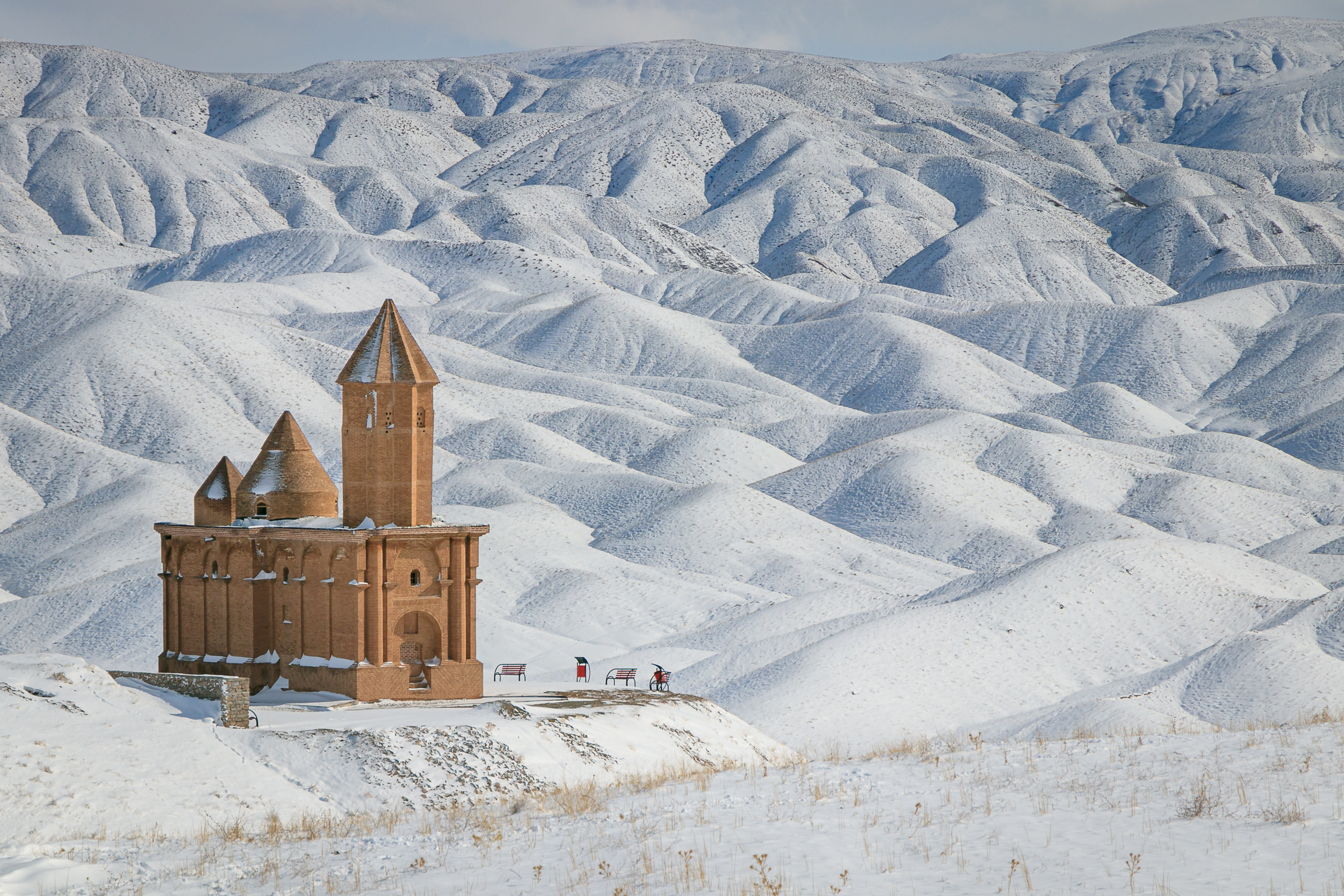
Église Saint-Jean de Sohrol, un village en Azerbaïdjan oriental. Janvier 2019.

L'organisation iranienne des héritages culturel (ICHO) a enregistré 936 sites d'intérêt historique significatif dans la province. Les principaux lieux patrimoniaux comprennent le bazar de Tabriz, le plus grand d’Iran, resté très authentique et classé à l’UNESCO, la Mosquée bleue de Tabriz, construite au XVe siècle, le Monastère Saint Stepanos à Jolfa et le village troglodyte de Kandovan.

### Langues et groupes ethniques
Les Azéris d'Iran sont un peuple d'origines caucasienne, iranienne et turque, dont la langue, l'azéri, est de la famille turque. Ils représentent 16 % de la population iranienne totale et sont même majoritaires dans la province d'Azerbaïdjan oriental. On trouve également de petits groupes d'Arméniens.
La langue est l'azéri, une langue de la famille altaïque qui a des liens de parenté notamment avec la langue turque. La province a engendré de nombreux intellectuels et poètes comme le mystique Mowlana Baba Mazeed (aussi nommé Rumi) et le poète contemporain Ostad Mohammad Hossein Shahriyar qui possède son mausolée à Tabriz.
L'Azerbaïdjan-Oriental est riche de nombreuses traditions azéries. Plusieurs danses locales et chansons folkloriques continuent à survivre parmi les différents peuples de la province. En tant que province de l'Iran depuis des siècles, l'Azerbaïdjan est mentionné favorablement à de nombreuses reprises dans la littérature persane par les plus grands auteurs et poètes iraniens :
گزیده هر چه در ایران بزرگان
زآذربایگان و ری و گرگان
Tous les nobles et grands d'Iran
viennent d'Azerbaïdjan, de Rey et de Gorgan.
-- Vis o Ramin
از آنجا بتدبیر آزادگان
بیامد سوی آذرآبادگان
les sages et les hommes libres de là bas, 
se sont installés en Azerbaïdjan
-- Nizami
بیک ماه در آذرآبادگان
ببودند شاهان و آزادگان
L'espace d'un mois, les Rois et les hommes libres 
ont choisi l'Azerbaïdjan.

### Gastronomie

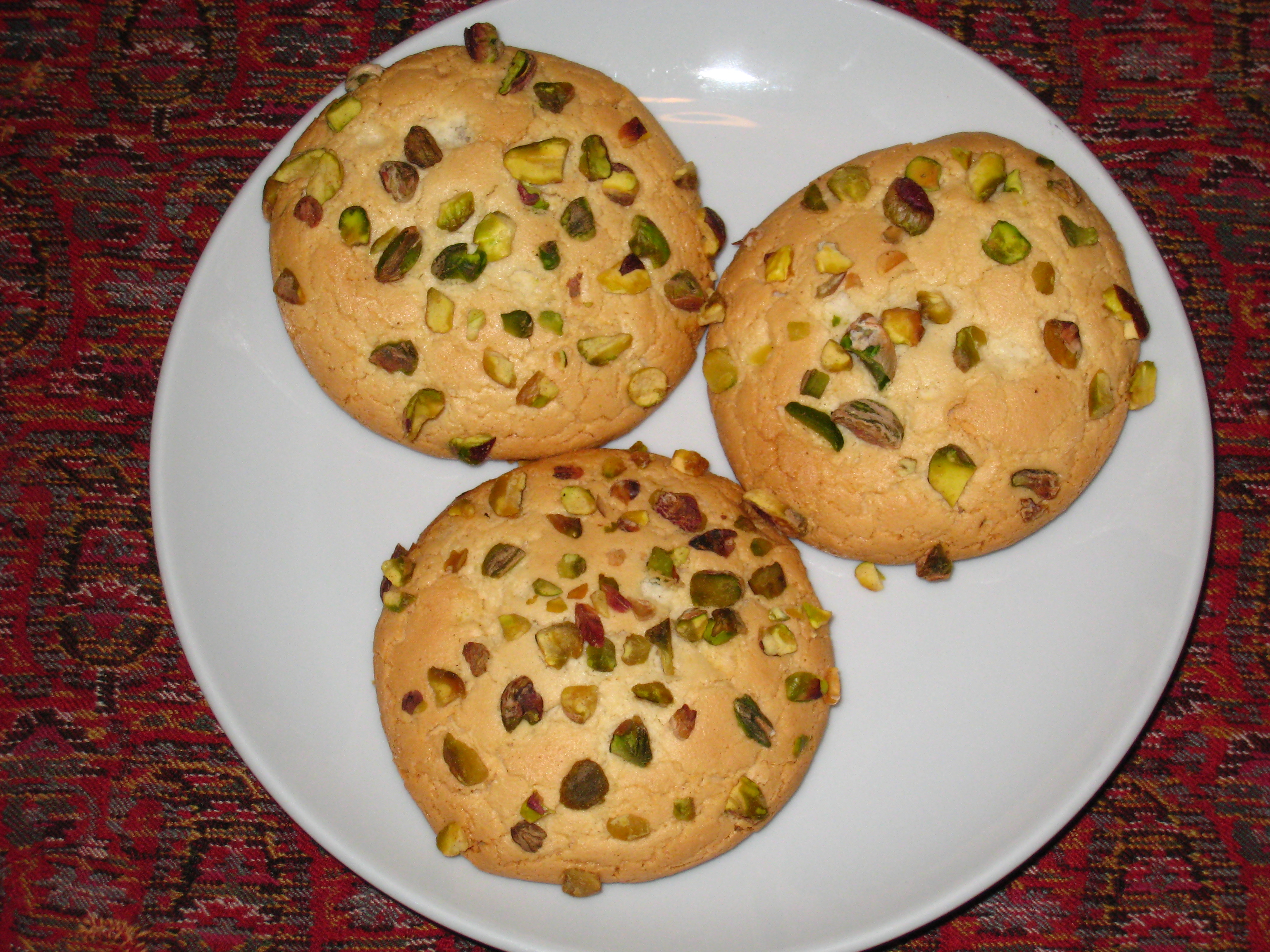
Ghorabiyes de Tabriz

La région de Tabriz est fameuse pour ses ghorabiyes, biscuits à base d'amande, de même que pour le koufteh, un plat avec de la viande hachée, du riz, des pois, des œufs, des noix et des herbes, le dolma, feuille de vigne farcie au riz et légumes, l'ash, soupe aux nouilles et légumes, et des pâtisseries.

## Économie
Les ressources minières de la province d'Azerbaïdjan oriental sont importantes, et elle compte plus de 180 mines en 1997. Le cuivre, par exemple, est exploité à Sungun, près de Ahar. Le pétrole est exploité par le Tabriz Oil Refinery and Petrochemical Complex
La province d'Azerbaïdjan oriental est un des centres industriels majeurs de l'Iran. Elle compte plus de 5 000 entreprises, dont 800 travaillent dans le secteur secondaire, ce qui représente 6 % du total national. La valeur de la production de ces entreprises industrielles totalisait 374 millions de dollars en 1997, soit 4,07 % du total national.
Les principales entreprises de la province sont les usines de verrerie Azerr, la papèterie Maraqeh, les engins agricoles de la Tabriz Tractor Manufacturing Co., les machines-outils de la Tabriz Machine Manufacturing Co., etc.
Tabriz est par ailleurs un centre important de l'artisanat traditionnel iranien. L'Azerbaïdjan oriental produit environ 66 000 tapis, ce qui correspond à 792 000 m2, soit 35 % de la production iranienne. Les tapis de Tabriz participent à la réputation de la province par leurs motifs et leurs couleurs ; la province représente plus de 70 % des exportations de tapis en Iran.

## Collectivités locales
Les principales communes de l'Azerbaïdjan oriental sont :
| Rang | Ville     | Nombre d'habitants (2006) |
| ---- | --------- | ------------------------- |
| 1.   | Tabriz    | 1 398 060                 |
| 2.   | Maraqeh   | 149 929                   |
| 3.   | Marand    | 114 841                   |
| 4.   | Mianeh    | 89 796                    |
| 5.   | Ahar      | 86 760                    |
| 6.   | Benab     | 76 610                    |
| 7.   | Sarab     | 42 335                    |
| 8.   | Azarshahr | 36 801                    |
| 9.   | Hadishahr | 28 555                    |
| 10.  | Ajabshir  | 26 847                    |
| 11.  | Sardrud   | 24 932                    |
| 12.  | Malekan   | 24 680                    |

## Société

### Éducation
L'Azerbaïdjan-Oriental accueille de nombreuses universités techniques :
1. Université de technologie de Sahand
2. Université de médecine de Tabriz
3. Université de formation des maîtres de Tabriz
4. Université de Tabriz
5. Université islamique libre de Bonab
6. Université islamique libre de Tabriz
7. Université islamique libre de Shabestar
8. Université islamique libre de Maragheh
9. Université islamique libre de Miyaneh
10. Université des arts islamiques de Tabriz
11. Université d'Azerbaïdjan de formation des maîtres, Azarshahr
12. Collège universitaire de Nabi Akram

### Personnalités
- Qatran Tabrizi, poète
- Moslem Malakouti, Iranien ayant le rang de Marja
- Ahmad Kasravi, auteur et homme politique
- Samad Behrangi
- Sattar Khan, meneur révolutionnaire
- Bagher Khan, meneur révolutionnaire
- Haïk Bjichkian, militaire soviétique
- Kazem Sadegh-Zadeh
- Parvin E'tesami, poétesse
- Karim Bagheri, footballeur
- Iraj Mirza, poète et homme politique
- Maqsud Ali Tabrizi
- Ivan Galamian
- Hassan Roshdiyyeh
- Shams Tabrizi, Mystique
- Vartan Gregorian, Président de la fondation Carneggie, NY.
- Ali Salimi
- Ali Soheili, Premier ministre de l'Iran
- Ebrahim Hakimi, Premier ministre de l'Iran
- Mahmoud Jam, Premier ministre de l'Iran
- Mohammad Hossein Behjat Tabrizi (dit Shahri'yâr), poète
- Assadi Toussi, poète, est enterré ici
- Reza Deghati, photographe